# クロワ・デ・ブーケ
クロワ＝デ＝ブーケ（ハイチ語: Kwadèbouke, 仏: Croix-des-Bouquets）は、ハイチ共和国西県のコミーン。中心市街は首都ポルトープランスの北東およそ12.9kmに位置する。人口は約25万人（2015年推計）。

## 概要
クロワ・デ・ブーケは、ポルトープランス首都圏の北東のクルドサックと呼ばれる低地にあり、マメ、トウモロコシ、サツマイモなどが栽培される。北西から南東へと細長く、北は中央県ソドー、東にトマゾー、ガンチエ、フォンヴェレット、南に南東県ベランス、西にカバレ、シテ・ソレイユ、タバー、ペシオンヴィル、ケンスコフと接する。ハイチは、歴史と宗教（キリスト教、ブードゥー教）を背景に独自の文化を織り成すことで世界的に有名である。クロワ・デ・ブーケは廃金属加工の木槌と鑿の音の響く街である。

## 歴史
- 2021年4月11日 - カトリックの神父5人、修道女2人、一般人3人が誘拐される事件が発生。後に4人は解放されたが6人は行方不明となった[2]

## クロワ・デ・ブーケ出身の有名人
- ワイクリフ・ジョン